# Perusia citrinata
Perusia citrinata är en fjärilsart som beskrevs av Pieter Cornelius Tobias Snellen 1874. Perusia citrinata ingår i släktet Perusia och familjen mätare. Inga underarter finns listade i Catalogue of Life.